# Jean-Pierre d'Estaing
 (août 2009).
Si vous disposez d'ouvrages ou d'articles de référence ou si vous connaissez des sites web de qualité traitant du thème abordé ici, merci de compléter l'article en donnant les références utiles à sa vérifiabilité et en les liant à la section « Notes et références ».
Jean-Pierre d’Estaing fut homme d'Église français du XVe siècle, chanoine (1454), puis sacriste (1457-1484).

## Biographie
Il est fils de Guillaume d'Estaing, et oncle de François d'Estaing et d'Antoine d'Estaing, Jean-Pierre d’Estaing prend possession d’un canonicat au chapitre de Lyon le 26 novembre 1446. Il sera ensuite chamarier de Lyon de 1480 à 1494, date à laquelle il se démet de cette dignité en faveur de son neveu François d’Estaing.
En 1469, il devient dom d’Aubrac à la suite de son oncle Pierre d'Estaing,.
Il est conseiller clerc au parlement de Toulouse. Il est élu en 1484 par le clergé du Rouergue député du diocèse aux États généraux de Tours. La même année, Jean d'Albret, curateur du comte Charles d'Armagnac nomme Jean-Pierre d’Estaing gouverneur du comté de Rodez et des Montagnes de Rouergue, avec pouvoir de réunir le conseil à Rodez et de le présider. Jean-Pierre d'Estaing prend alors le titre de gouverneur de la personne et des biens de Monseigneur le comte d'Armagnac, et touche une pension annuelle de trois cents livres tournois.
En 1480, il fait reconnaître l’authenticité de la relique de la mâchoire de saint Dominique, qu’il donne au couvent des Jacobins de Rodez. Cette relique provenait du cardinal de Murols, qui l’avait apportée de Bologne et dont la sœur avait épousée Gaspard d'Estaing, frère de Jean-Pierre.